# جمال كنارية
جمال جزر الكناري (بالإسبانية: Camello canario)‏ أو ماخوريرو (بالإسبانية: Majorero)‏ هي سلالة من الإبل موطنها جزر الكناري الإسبانية. تعد السلالة الأوروبية الوحيدة من الإبل.

## تقديم
ينحدر الماخوريرو من الجمال الأفريقية التي تم استيرادها أثناء استعمار الجزر عام 1405. تم تقديم هذا الحيوان لأول مرة إلى جزيرتي لانزاروت وفويرتيفنتورا، وهي أكثر الجزر قحالة في الأرخبيل، حيث تكيفت السلالة جيدًا مع هذا الموطن الجديد ثم انتقلت الجزر الأخرى.

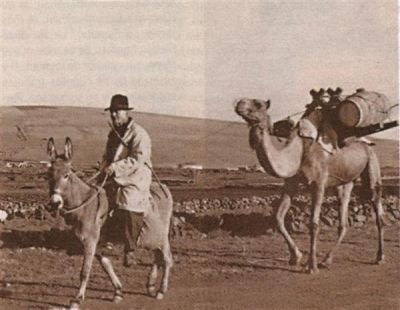
استخدمت الماخوريرو كحيوانات لحمل الأتقال يداية القرن العشرين في فويرتيفنتورا.

كان للجمال استخدامان رئيسيان: كحيوان لحمل الأتقال وكحيوان جر يستعمل في الزراعة ويساعد في الحرث. كاد وصول الميكنة أن يتسبب في انقراض الحيوان في النصف الأول من قرن العشرين. لكن تطوير السياحة سمح بالحفاظ على السلالة. حيث استخدمت الحيوانات لحمل السياح وتعريفهم بالجزر.
سمحت العزلة على الجزر لأكثر من 600 عام بتنمية سلالة خاصة بالجزر. حظر استيراد الإبل من إفريقيا نهاية قرن العشرين  ضمن الحماية الجينية لماخوريرو. في العقد الأول من القرن الحادي والعشرين، أجريت الدراسات الجينية على الحيوانات. أدت النتيجة المنشورة في عام 2010 إلى الاعتراف بالجمال الكنارية كسلالة كاملة في مارس 2011، مما يجعلها سلالة الإبل الأوروبية الوحيدة.
صنفت الحكومة الإسبانية السلالة ضمن خطر الانقراض. يوجد فقط بضعة آلاف من الأفراد في أربع جزر من الأرخبيل: كناريا الكبرى، تينيريفي، فويرتيفنتورا ولانزاروت. يتم الحفاظ على السلالة بفضل النشاط السياحي.

## الوصف
الحجم متوسط ومتوازن جيدًا، يبلغ طول الذكر 184 سنتيمتر حتى الغارب ووزنه حوالي 500 كيلوغرام. بحجم أصغر، يبلغ قياس الأنثى 150 سنتيمتر و 484 كيلوغرام  الجمل له لون غامق، من اللون البني الفاتح إلى المحمر الفاتح، لكن الجمال المختلطة اللون موجودة أيضًا. الجمل ذكي، وهو سهل الانقياد ويمكن أن يطور روابط قوية مع صاحبه.

## الاستخدامات

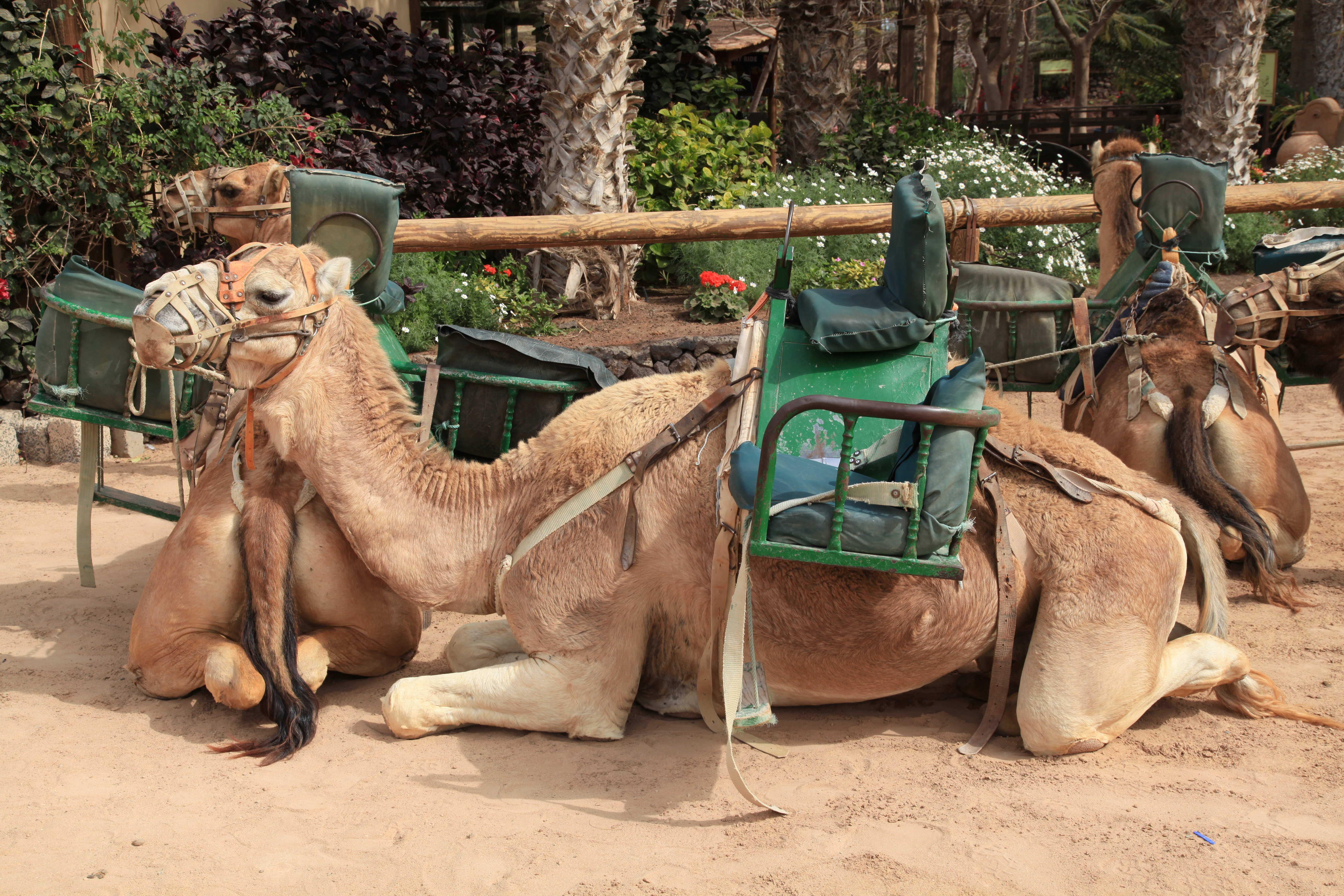
جمل مسرج

تستخدم بشكل رئيسي كأداة جذب سياحي في الجزر، ولا يوجد قطاع لإنتاج الحليب أو اللحوم .

بسبب الحظر الأوروبي الذي يمنع استيراد الحيوانات من إفريقيا لأسباب صحية أصبحت جزر الكناري المورد الوحيد لهذه الجمال في أوروبا. وهكذا يتم تصدير بعض الحيوانات إلى الدول الأوروبية كل عام. في عام 2006، تم إنشاء شركة ألبان تنتج حليب النوق في هولندا، حيث بدء الأمر، بثلاثة جمال من جزر الكناري. جيء بها لمزرعة الشركة في شمال برابانت، والتي أصبح بها في بداية عام 2020 قطيع يضم أكثر من مائة جمل وتقوم الشركة بتصدير حليب النوق عالميًا.

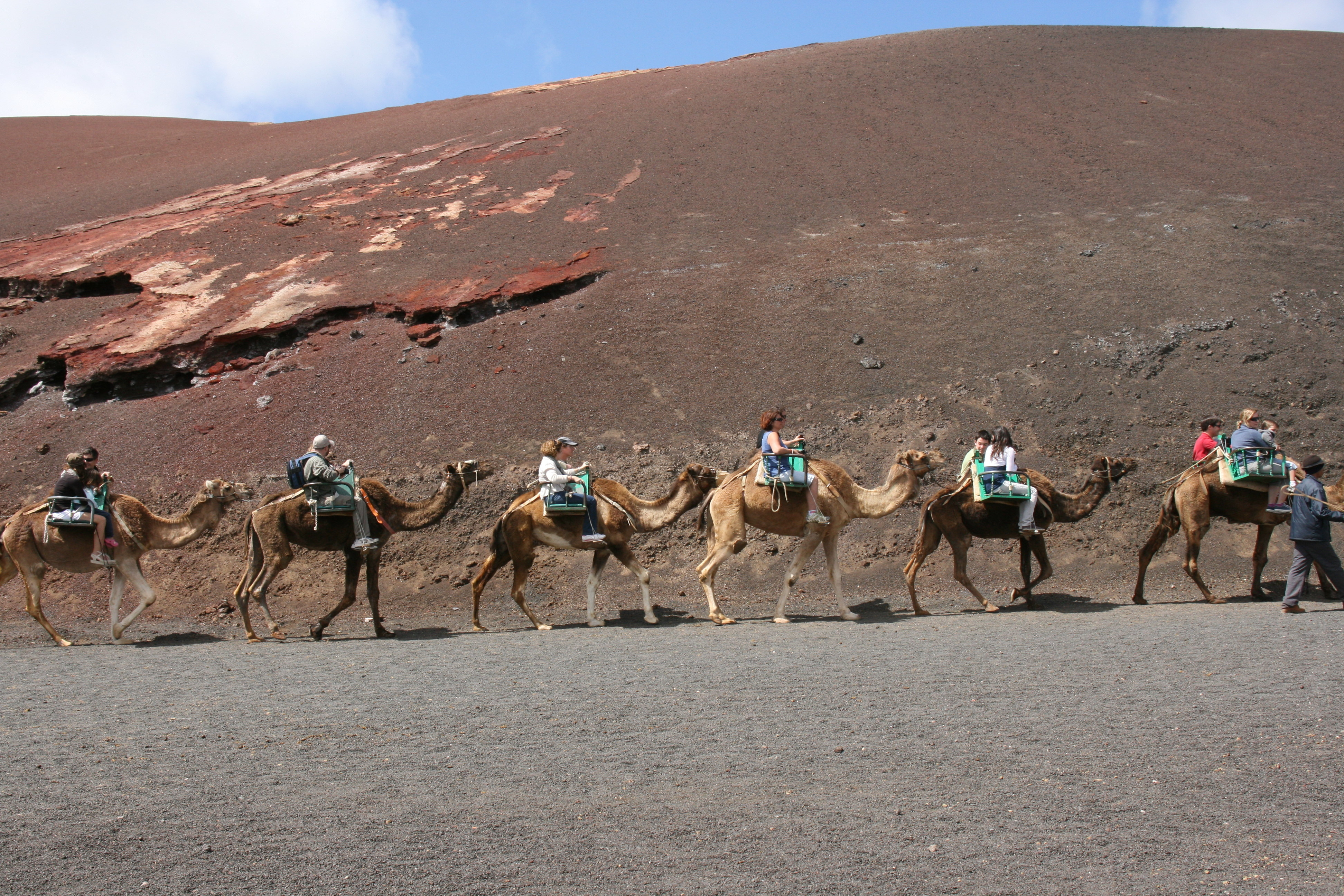
السياح على الجمال

## المذكرات والمراجع
1. 1 2  "La historia del camello Canario". camelpark.es (بالإسبانية). 12 août 2019. Archived from the original on 2021-05-24. Retrieved 24 mai 2021. {{استشهاد ويب}}: تحقق من التاريخ في: |تاريخ الوصول= and |تاريخ= (help)
2. ↑  "La historia del camello canario". laprovincia.es (بالإسبانية). 16 novembre 2018. Archived from the original on 2021-05-24. Retrieved 24 mai 2021. {{استشهاد ويب}}: تحقق من التاريخ في: |تاريخ الوصول= and |تاريخ= (help)
3. ↑  "El camello de Canarias, reconocido como la única raza autóctona europea de su especie". ucm.es (بالإسبانية). 3 mai 2011. Archived from the original on 2021-05-24. Retrieved 24 mai 2021. {{استشهاد ويب}}: تحقق من التاريخ في: |تاريخ الوصول= and |تاريخ= (help)
4. ↑  "CAMELLO CANARIO". mapa.gob.es (بالإسبانية). Archived from the original on 2021-05-24. Retrieved 24 mai 2021. {{استشهاد ويب}}: تحقق من التاريخ في: |تاريخ الوصول= (help)
5. 1 2  "CAMELLO CANARIO : Datos Morfológicos". mapa.gob.es (بالإسبانية). Archived from the original on 2021-05-24. Retrieved 24 mai 2021. {{استشهاد ويب}}: تحقق من التاريخ في: |تاريخ الوصول= (help)
6. ↑  Schulz 2005
7. ↑  "Le Dromadaire des Iles Canaries : les seuls camélidés d'Europe". camelides.cirad.fr. février 2006. مؤرشف من الأصل في 2021-06-10. اطلع عليه بتاريخ 24 mai 2021. {{استشهاد ويب}}: تحقق من التاريخ في: |تاريخ الوصول= و|تاريخ= (مساعدة)
8. ↑  "The camels". kamelenmelk.nl (بالإنجليزية). Archived from the original on 22 أغسطس 2021. Retrieved 27 mai 2021. {{استشهاد ويب}}: تحقق من التاريخ في: |تاريخ الوصول= (help)
9. ↑  "Des blatèrements dans le Brabant". jeuneafrique.com. 16 mai 2014. مؤرشف من الأصل في 2019-11-14. اطلع عليه بتاريخ 27 mai 2021. {{استشهاد ويب}}: تحقق من التاريخ في: |تاريخ الوصول= و|تاريخ= (مساعدة)

## الفهرس
- U. Schulz; J. Cañón; M.L. Checa; P. García-Atance (avril 2005). "The Majorero camel (Camelus dromedarius) breed". Animal Genetic Resources (بالإنجليزية). 36: 61 - 71. DOI:10.1017/S1014233900001887. Schulz2005. Archived from the original on 2021-05-25. {{استشهاد بدورية محكمة}}: تحقق من التاريخ في: |تاريخ= (help)
- Dr Gabriel Fernández de Sierra (2015). Plan para la conservación del Camello Canario (PDF) (بالإسبانية). Asociacion de criadores del Camello Canario. p. 33. Archived from the original (PDF) on 2021-05-24.

### مقالات
- Ursula Schulz; Isabel Tupac; Amparo Martinez; Susy Méndez (avril 2010). "The Canarian Camel: A Traditional Dromedary Population". Diversity (بالإنجليزية): 561-571. DOI:10.3390/d2040561. Archived from the original on 2021-05-27. {{استشهاد بدورية محكمة}}: تحقق من التاريخ في: |تاريخ= (help)صيانة الاستشهاد: دوي مجاني غير معلم (link)

## روابط خارجية
- "Camello Canario / Spain" (بالإنجليزية). نظام المعلومات حول تنوع الحيوانات المحلية. DAD-IS. Archived from the original on 2021-06-18. Retrieved 24 mai 2021. {{استشهاد ويب}}: تحقق من التاريخ في: |تاريخ الوصول= (help)
- (بالإسبانية) Resolución de la Dirección General de Ganadería por la que se aprueba el programa de cría del Camello Canario, 2019  بي دي إف .